# Martiri di Aubenas
I martiri di Aubenas sono una coppia di missionari gesuiti francesi (un sacerdote e un fratello coadiutore) uccisi dagli ugonotti ad Aubenas il 7 febbraio 1593:
- Jacques Salès, sacerdote professo della Compagnia di Gesù, nato a Lezoux il 21 marzo 1556;
- Guillaume Saultemouche, coadiutore temporale della Compagnia di Gesù, nato a Saint-Germain-l'Herm nel 1557.

Furono beatificati da papa Pio XI il 6 giugno 1926.
Il loro elogio si legge nel martirologio romano al 7 febbraio, mentre presso il loro ordine sono commemorati il 19 gennaio.